# Relations entre l'Allemagne et l'Ukraine
Les relations entre l'Allemagne et l'Ukraine sont des relations internationales s'exerçant entre deux États d'Europe, la République fédérale d'Allemagne et l'Ukraine. Les relations diplomatiques entre l'Ukraine et l'Allemagne ont été établies à l'origine en 1918 entre la République populaire ukrainienne et l'Empire allemand, mais ont été interrompues peu de temps après en raison de l'occupation de l'Ukraine par l'Armée rouge. Les relations actuelles ont repris en 1989 au niveau du consulat et en 1992 en tant que mission diplomatique à part entière.

## Historique

### Avant 1991

#### Ukraine pré-soviétique

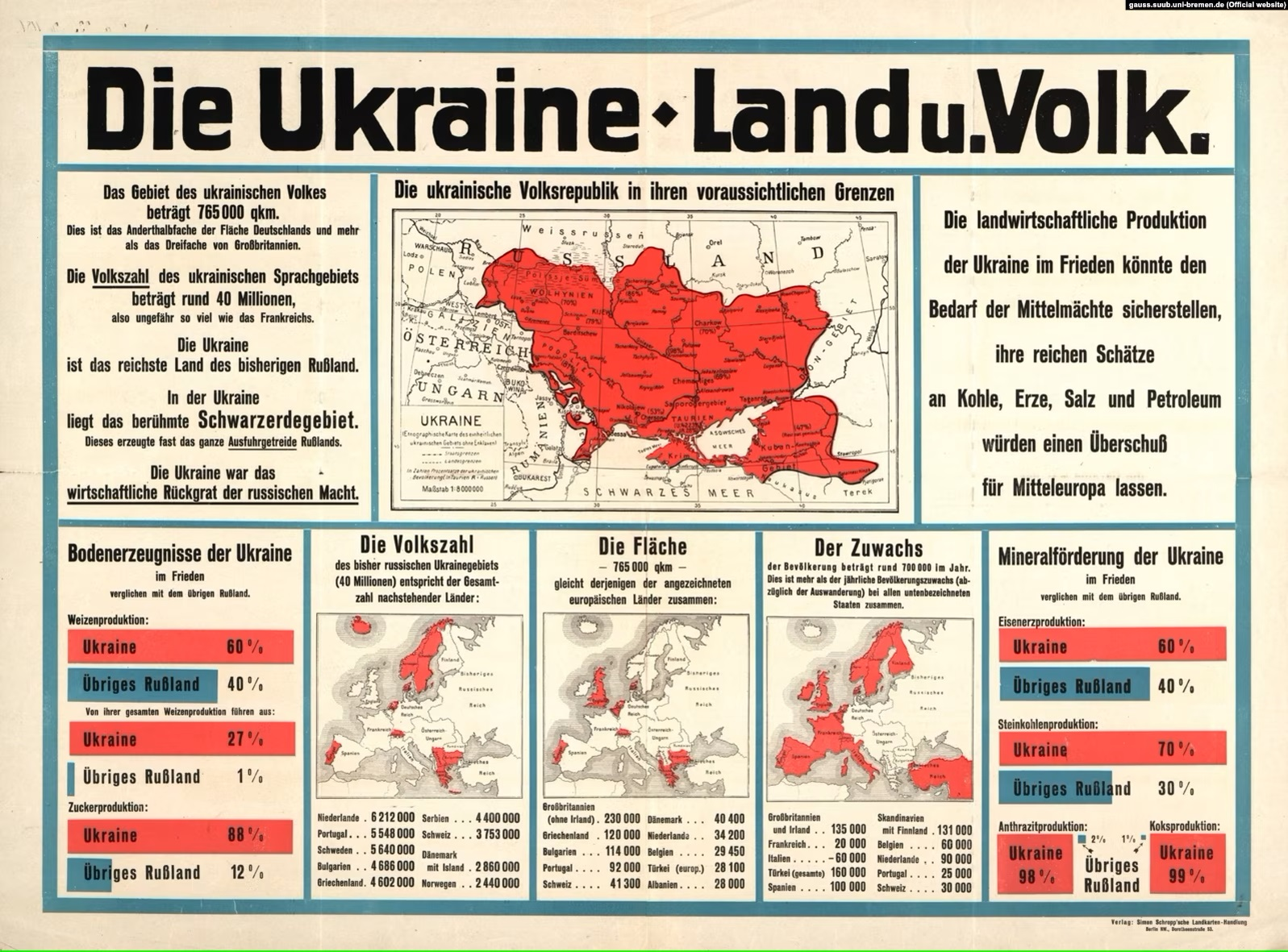
Affiche de propagande allemande mettant en valeur l'importance des ressources agricoles et minières de l'Ukraine pour l'approvisionnement des Empires centraux, 1918.

Le Front de l'Est de la Première Guerre mondiale coupe à travers les régions ukrainiennes, les Ukrainiens d'Autriche-Hongrie et ceux de l'Empire russe se trouvant dans deux camps opposés. Au lendemain du traité de Brest-Litovsk entre les Empires centraux et l'Ukraine, en février 1918, les troupes allemandes et austro-hongroises fournissent une assistance militaire à l'Ukraine face à la Russie soviétique lors de l'opération Faustschlag. Celle-ci est alors forcée de signer le second traité de Brest-Litovsk le 3 mars.
À la suite de cela, un coup d'État orchestré par Pavlo Skoropadsky contre la Rada centrale et la République populaire ukrainienne les remplace par l'État ukrainien (le « Second Hetmanat »). L'administration militaire allemande (Ober Ost) soutient le régime de l'Hetmanat qui, en retour, l'aide à exploiter les ressources de l'Ukraine en céréales, bétail et charbon, ce qui explique le peu de sympathie des Alliés occidentaux pour la cause ukrainienne.
Le premier ambassadeur allemand en Ukraine fut Alfons Mumm von Schwarzenstein. Son homologue ukrainien fut Oleksandr Sevriuk avant qu'il ne soit remplacé par Teodor Shteingel.

#### Seconde Guerre mondiale
Durant l'occupation allemande (1941–1944), l'Ukraine sera partagée entre le Gouvernement général et le Reichskommissariat Ukraine. Les forces de l'Armée insurrectionnelle ukrainienne (UPA) se battront contre les Allemands mais participeront aussi à une collaboration contre l'ennemi commun soviétique.
À partir de 1944, les dirigeants survivants de l'Organisation des nationalistes ukrainiens (branche mère de l'UPA) se réfugieront en Allemagne occupée, plus particulièrement en zone américaine.

#### Ukraine soviétique
La République socialiste soviétique d'Ukraine, n'étant pas un État indépendant, n'a aucune relation diplomatique avec l'Allemagne avant 1989 (consulat). Cependant, le 15 octobre 1959 à Munich, Stepan Bandera, un des chefs de l'Organisation des nationalistes ukrainiens qui lutte contre les Soviétiques, est assassiné par les services secrets soviétiques.

### Après 1991

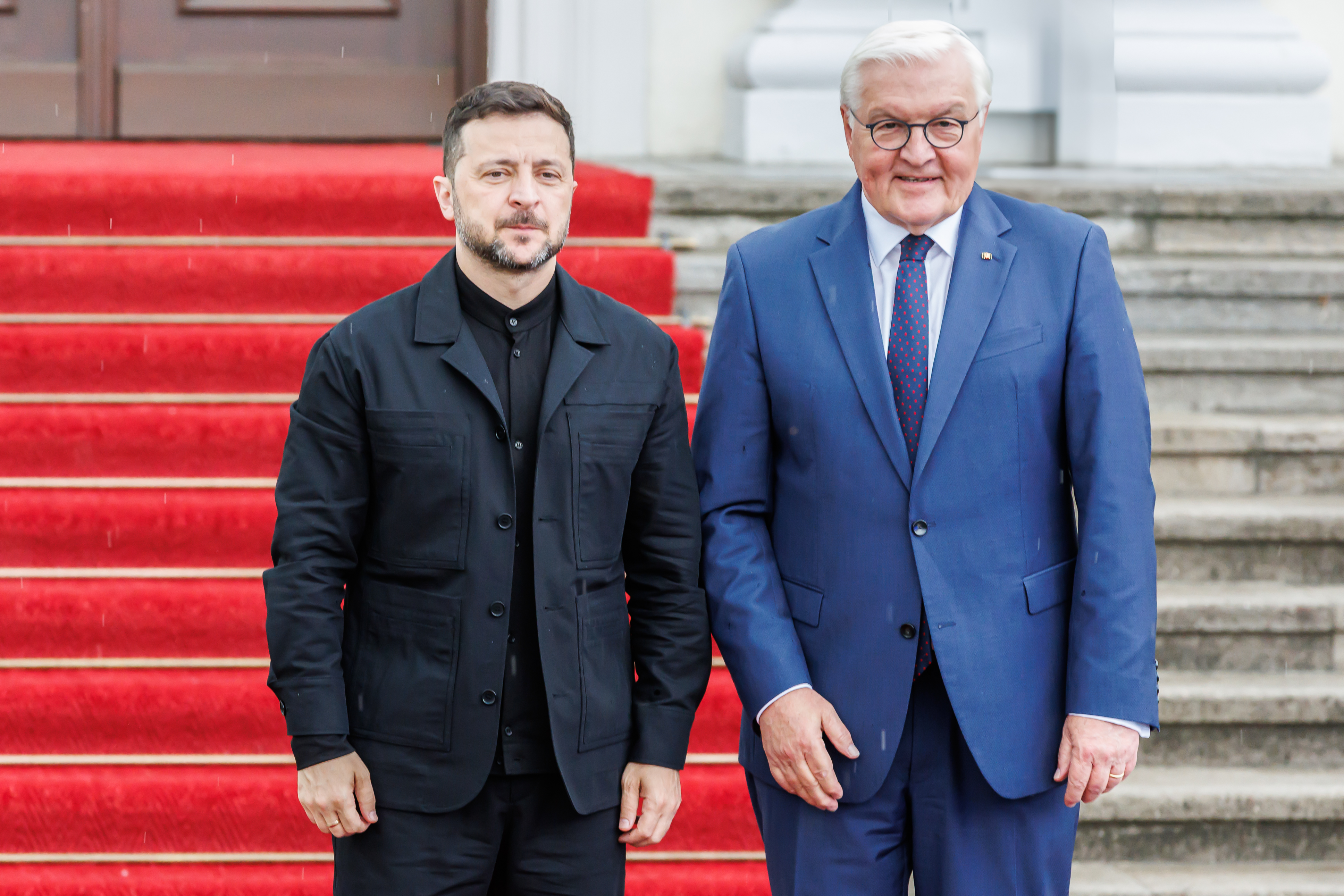
Rencontre entre le président ukrainien Volodymyr Zelensky et le président allemand Frank-Walter Steinmeier à Berlin, en juin 2025.

À la suite du projet du premier gazoduc Nord Stream, l'Ukraine perd de l'importance sur les échanges de gaz entre le Russie et l'Europe (dont l'Allemagne). Elle ne pourra plus faire pression sur le gaz pour obtenir ce qu'elle veut.
En 2014, à la suite du début de la crise ukrainienne, l'Allemagne fait partie des deux médiateurs (l'autre étant la France) entre la Russie et l'Ukraine dans les rencontres diplomatiques appelées « formats Normandie ». Elle jouera un rôle essentiel pour éviter l'escalade militaire entre les deux pays voisin.
La politique de l'Ostpolitik a été considérablement ébranlée après 2014 lorsque la Russie a menacé l'Ukraine, s'est emparée de la Crimée et a parrainé des combats dans l'est de l'Ukraine. Berlin a dénoncé les actions de Moscou comme une violation du droit international et a joué un rôle de premier plan dans la formulation des sanctions de l'UE. Cependant, l'Allemagne dépend fortement des approvisionnements énergétiques russes via le gazoduc Nord Stream, elle a donc procédé avec prudence et s'oppose aux efforts américains pour annuler Nord Stream.
En 2018, l'Ukraine remet en cause le projet de gazoduc Nord Stream 2. Elle soutient que c'est un projet politique contre elle et non pas un projet économique.
À la suite de l'invasion de l'Ukraine par la Russie en 2022, la chancellerie a accepté de livrer des armes à l'Ukraine. Elle a aussi fait fermer des banques russes et commencer la remilitarisation de son armée.
En mai 2024, le ministre allemand de la Défense, Boris Pistorius, annonce un nouveau programme d'aide à l'armement de l'Ukraine, à hauteur de 500 millions d'euros, lors de sa troisième visite dans le pays depuis l'invasion russe de 2022.

## Villes contenant des missions diplomatiques
En Ukraine :
- ambassade à Kiev,
- consulat général à Donetsk (temporairement à Dnipro en raison de la guerre au Donbass)[9],
- consulat à Kharkiv,
- consulat à Lviv,
- consulat à Odessa.

En Allemagne :
- ambassade à Berlin,
- consulat général à Düsseldorf,
- consulat général à Francfort,
- consulat général à Hambourg,
- consulat à Mayence,
- consulat général à Munich.